# Orang laut
Orang laut är benämningen på flera sjöfarande etniska grupper och stammar som lever runt Malaysiahalvön, Singapore och de indonesiska Riauöarna. I första hand är det folket orang seletar från Johorsundet som kallas så, men termen kan också beroende på kontext innefatta alla malayisktalande människor som bor på kustnära öar, inklusive de på skärgårdsöarna Mergui i Myanmar och Thailand som också är kända som moken.

## Etymologi
Bokstavligen betyder de malaysiska orden orang laut "havsfolk/-människor". Oranglauterna lever och reser i sina båtar på havet. De försörjer sig på fiske och insamling av det som växer i havet. En annan malaysisk term för dem är orang selat vilket överförts till en del europeiska språk som celates.

## Utbredning
I stora drag inbegriper termen orang laut de många stammarna och grupperna som bor på öarna och flodmynningarna i skärgården Riau-linga, Pulau tujuh islands, Batam archipelago och kusterna och offshoreöarna på östra Sumatra, södra Malaysia halvön och Singapore. 

## Historia

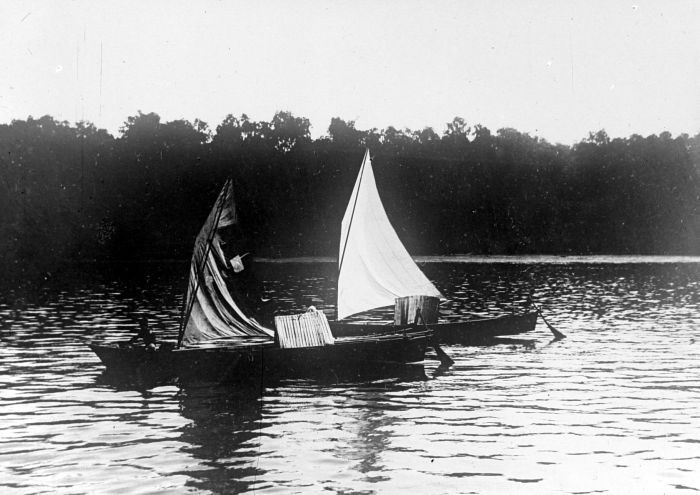
Huspråmar med orang laut utanför kusten av Jambi och Riau, Nederländska Ostindien, cirka 1914–1921.

Historiskt sett spelade de stora roller i Srivijaya, sultanatet av Malacka och sultanatet av Johor. De patrullerade de intilliggande havsområdena, höll borta riktiga pirater, dirigerade handlare till sina arbetsgivares hamnar och upprätthöll dessa hamnars dominans i området I gengäld gav härskaren oranglautledare prestigefyllda titlar och gåvor.  Den tidigaste beskrivningen av orang laut kan ha gjorts av den kinesiske resenären Wang Dayuan på 1300-talet som beskrev invånarna i Temasek nuvarande Singapore i sitt verk Daoyi Zhilüe. 

## Populärkultur

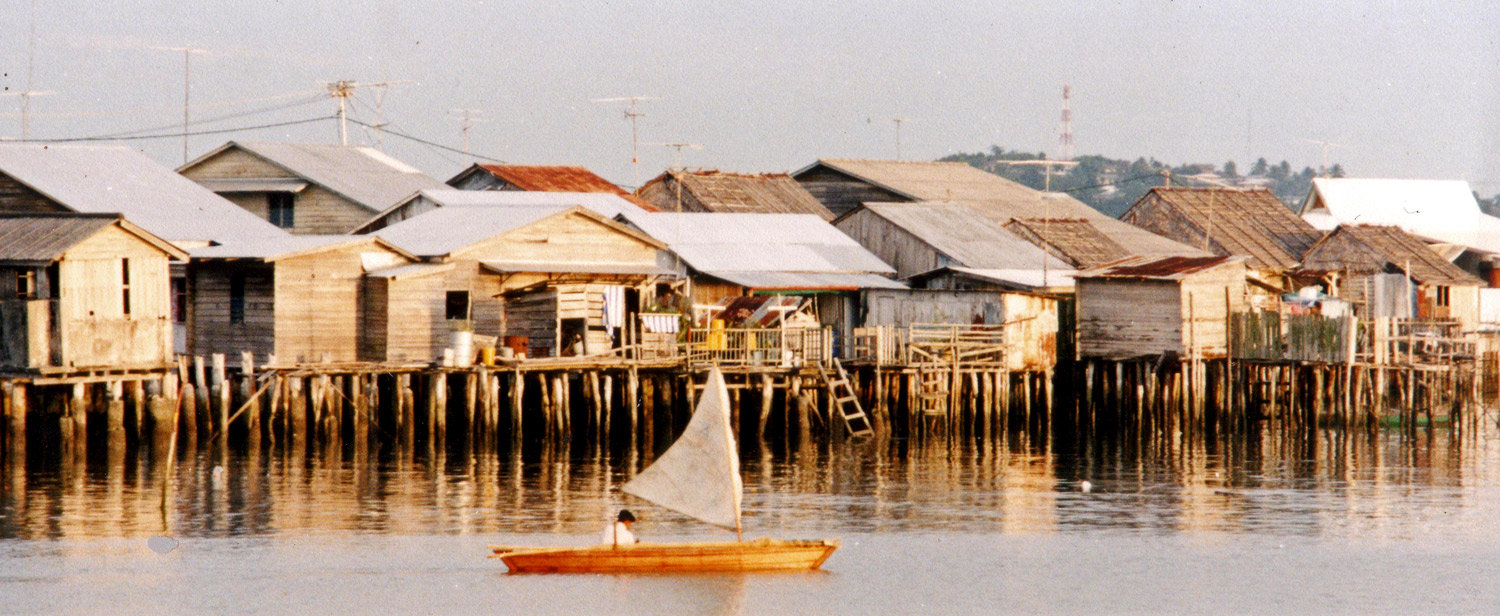
Byn Orang laut på Riau Islands.

I berättelsen The Disturber of Traffic av Rudyard Kipling, misstolkar en karaktär som heter Fenwick Orang Laut som "orange-lord" och berättarkaraktären rättar honom att de är "orang-laut".